# ق
La qāf (en árabe, قاف qāf [qaːf]) es la vigesimoprimera letra del alfabeto árabe. En árabe clásico representa el sonido de una oclusiva uvular sorda /q/. En la numeración abyad tiene el valor de 100.

## Historia
La letra qaf deriva de la qop fenicia, que dio lugar también a la q del alfabeto latino y la letra koppa (Ϙ) en algunas versiones arcaicas del alfabeto griego.

## Uso

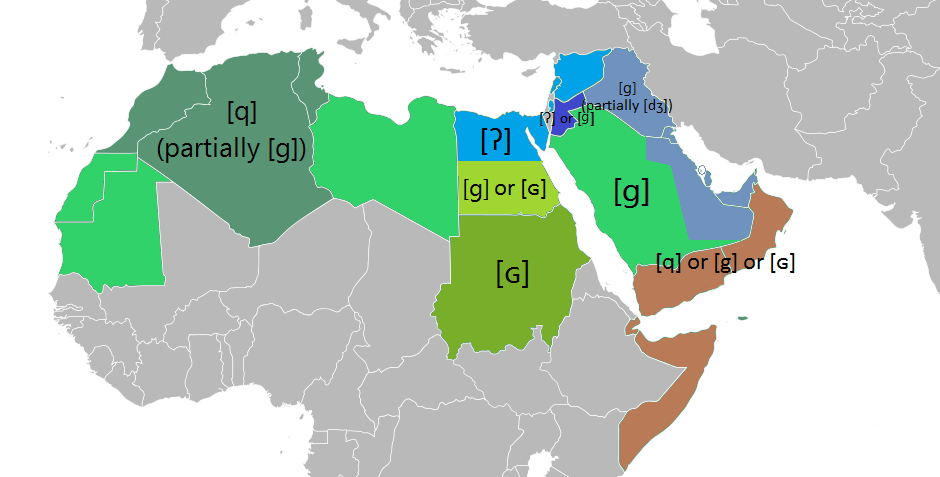
Diferencias de pronunciación en los diferentes dialectos del árabe. Nótese que es aproximado, por ejemplo en Palestina y los palestinos de Israel suelen pronunciarla /k/, incluso en préstamos del árabe estándar.

En árabe estándar moderno se pronuncia como una oclusiva uvular sorda, pero varía en los dialectos:
- En el árabe egipcio septentrional, y también en el árabe levantino esta letra se pronuncia cómo la hamza, u oclusiva glotal /ʔ/, pero es la pronunciación normal es preservada en algunas palabras significativas.
- En el árabe hiyazí y najdí, y en el árabe Sa'id (el árabe de Sa'idi, al sur del Alto Egipto) y en algunas formas del árabe yemení, frecuentemente se la pronuncia como una plosiva velar sonora /ɡ/.
- En el árabe palestino, se pronuncia como una oclusiva velar sorda /k/.
- En los Emiratos Árabes Unidos, se pronuncia como una africada postalveolar sonora /dʒ/.

### Pronunciación
Notas:
1. Yemen occidental y meridional: dialectos Taʽizzi-Adeni y Tihamiyya (costa de Yemen), además del suroeste (región de Salalah) y el este de Omán, incluida Mascate, la capital.
2. [ʒ] es un alófono en el este de Arabia.
3. En realidad, la variante [d͡ʒ] es la pronunciación preferida cuando se enseña fuera de los países de habla árabe donde la variante local de ج se acepta como estándar, es decir, [d͡ʒ], [ʒ], [ɟ] o [ɡ].
4. En Saná, [ɡ] se utiliza como estándar literario para ق, mientras que la pronunciación literaria estándar en Sudán es [ɢ] o [ɡ].

Tradicionalmente en la caligrafía magrebí se escribe con un solo punto, de manera similar a como se escribe la letra fā ف en las escrituras mashrequíes:
Generalmente se translitera a la escritura latina como q, aunque algunos trabajos académicos usan ḳ.
Según Sibawayh, autor del primer libro sobre gramática árabe, la letra se pronuncia sonora ( maǧhūr),  aunque algunos estudiosos sostienen que el término maǧhūr de Sibawayh implica falta de aspiración más que voz. Como se señaló anteriormente, en el  árabe estándar moderno teóricamente representa la oclusiva uvular sorda /q/ como pronunciación estándar de la letra, pero las pronunciaciones dialécticas varían bastante:
Las tres pronunciaciones principales son:
- [q]: en la mayor parte de Túnez, Argelia y Marruecos, el sur y el oeste de Yemen y partes de Omán, el norte de Irak, partes del Levante (especialmente los dialectos alauita y druso). De hecho, es tan característico de los alauitas y drusos que los levantinos inventaron un verbo "yqaqi" /jqæqi/ que significa "hablar con una /q/". Sin embargo, la mayoría de los demás dialectos del árabe utilizarán esta pronunciación en palabras aprendidas que se toman prestadas del árabe estándar en el dialecto respectivo o cuando los árabes hablan árabe estándar moderno
- [ɡ]: en la mayor parte de la península arábiga, el norte y el este de Yemen y partes de Omán, el sur de Irak, algunas partes de Jordania, el este de Siria y el sur de Palestina, el Alto Egipto (Ṣaʿīd), Sudán, Libia, Mauritania y, en menor medida, en algunas partes de Túnez, Argelia y Marruecos, pero también se usa parcialmente en esos países en algunas palabras.
- [ʔ]: en la mayor parte del Levante y Egipto, así como en algunas localidades norteafricanas como Tlemcen y Fez.

Otras pronunciaciones:
- [ɢ]: En sudanés y algunas formas de yemení, incluso en préstamos del árabe estándar moderno o cuando se habla árabe estándar moderno.
- [k]: En las zonas rurales palestinas a menudo se pronuncia como una explosiva velar sorda [k], incluso en préstamos del árabe estándar moderno o cuando se habla árabe estándar moderno.

Pronunciaciones marginales:
- [d͡z]: En algunas posiciones en Najdi, aunque esta pronunciación se está desvaneciendo a favor de [ɡ].
- [d͡ʒ]: Opcionalmente en iraquí y en árabe del Golfo, a veces se pronuncia como una africada postalveolar sonora [d͡ʒ], incluso en préstamos del árabe estándar moderno o cuando se habla árabe estándar moderno.
- [ɣ] ~ [ʁ]: en sudanés y algunos dialectos yemeníes (Yafi'i), y a veces en árabe del Golfo por influencia persa, incluso en préstamos del árabe estándar moderno o cuando se habla árabe estándar moderno.

### Gaf velar
No se sabe bien cuándo se pronuncia la pronunciación de Qāf ⟨ق⟩ como velar [ɡ] ocurría o la probabilidad de que esté relacionado con la pronunciación de jīm ⟨ج⟩ como africada [d͡ʒ] , pero en la península arábiga, que es la tierra natal de la lengua árabe, hay dos conjuntos de pronunciaciones, o bien la ⟨ج⟩ representa [d͡ʒ] y la ⟨ق⟩ representa [ɡ] que es la pronunciación principal en la mayor parte de la península, excepto en el oeste y el sur de Yemen y partes de Omán, donde la ⟨ج⟩ representa [ɡ] y ⟨ق⟩ representa [q].
La combinación del árabe estándar (MSA) de ⟨ج⟩ como [d͡ʒ] y ⟨ق⟩ como [q] no ocurre en ningún dialecto moderno natural en la península arábiga, lo que muestra una fuerte correlación entre la palatalización de ⟨ج⟩ a [d͡ʒ] y la pronunciación de ⟨ق⟩ como [ɡ].

## Escritura tradicional magrebí

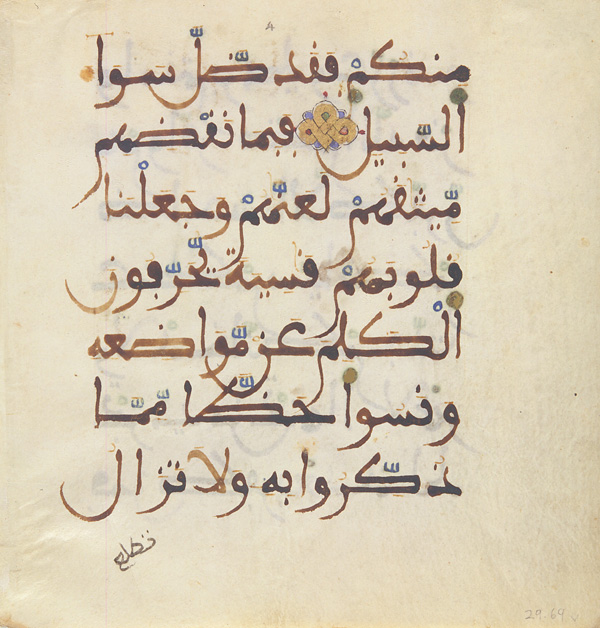
Sura Al-Ma'ida en un Corán del con típica caligrafía magrebí. Nótese la diferencia de (entre otras) la 4.ª línea que en escritura estándar sería:
قُلُوبَهُمْ قَـٰسِيةً يُحَرِّفُونَ

En el Magreb fa y qaf tradicionalmente se solían escribir de forma diferente a como se hace en el Máshrek. Específicamente qaf con un punto superior (en vez de dos) y fa con un punto inferior (en vez de uno superior). En su forma finales en las que la cola de ambas letras sirve para diferenciarlas, se omiten los puntos.
| Posición en la palabra: | Aislada | Final | Media | Inicial |
| ----------------------- | ------- | ----- | ----- | ------- |
| Letra                   | ڧ ࢼ     | ـڧ ـࢼ | ـڧـ   | ڧـ      |

Los manuscritos árabes más antiguos muestran qāf en varias variantes: con punto (tanto arriba o abajo) o sin punto. Entonces la convención predominante era tener un punto arriba para qāf y un punto abajo para fāʼ ; esta práctica ahora sólo se conserva en manuscritos del Magreb, con la excepción de Libia y Argelia, donde la forma Mashriqi (dos puntos arriba: ق) prevalece.
Dentro de los textos magrebíes, no hay posibilidad de confundirla con la letra fāʼ, ya que se escribe con un punto debajo --   en escritura magrebí.

## Transliteración
Debido a que no está presente su sonido en francés, castellano ni inglés, la transliteración más común de palabras con este sonido suele ser 8. Sobre todo en medios semiformales, debido al parecido entre la forma de la letra (ق) con el número 8. Transliterándose por ejemplo «8alb», (en árabe قلب) que significa corazón en idioma árabe. En medios formales se transcribe como q, quedando «qalb». En el dialecto egipcio no tiene sonido alguno, por lo que se reemplaza por 2 o simplemente se omite, ej: «2ol» o «'ol», (en árabe قول), que significa decir en dialecto egipcio. En el dialecto palestino tiene el sonido /k/, por lo que se transcribe muchas veces como k, al igual que la letra kāf (ك), ej: «Yakaman», (en árabe جَقَمان), que significa amapola en dialecto palestino, también es un apellido escrito en Hispanoamérica y España como «Yacaman» o «Giacaman»